# Terremoto de Venezuela de 1812
El terremoto de Venezuela del 26 de marzo de 1812 causó millares de muertos. A la destrucción inicial se unen lo que provocó la fuerte réplica del 4 de abril. 

## Terremoto
El 26 de marzo de 1812 era Jueves Santo, los líderes patriotas planificaban una campaña contra la provincia de Guayana, aún monárquica, y detener la ofensiva enemiga desde el oeste. La ciudad de Caracas estaba adornada y con el pueblo congregado en las iglesias. A las 16:05 horas empezó un remezón de tierra que duró 26 segundos, al final de este, los edificios estaban en ruinas y miles sepultados; escenas similares se produjeron en otras urbes. En La Guaira no quedó edificación en pie, a excepción de la casa de la Aduana y las murallas. Horas antes, a las 14:30 tembló en Santa Cruz de Mompox y al día siguiente en San Vicente, donde el volcán La Soufrière entró en erupción.
La reacción inmediata del populacho fue de consternación. En las plazas públicas se reunían grupos de sobrevivientes a suplicar de rodillas a cielo, mientras otros movían los escombros para rescatar a los familiares y amigos que gemían pidiendo ayuda. Las mujeres empezaron a cambiar sus vestidos elegantes por trajes humildes en señal de penitencia. Muchos hombres dejaron sus trajes de gala para hacer procesiones usando únicamente una ancha correa, con los pies descalzos, sus barbas sin afeitar, en sus cuellos una cuerda sujetando una gran piedra y en sus espaldas cruces de madera. Iban a los cerros cercanos a las ciudades a implorar, hambrientos, clemencia divina y a besar reliquias de los santos.
La situación sólo empeoraba por las constantes réplicas. A la medianoche de la jornada del terremoto principal vino una fuerte réplica de 5 a 6 segundos, luego otra de 10 a 12 y una tercera más breve. El gobierno local se reunió en la plaza frente a la catedral de Santa Ana y envió socorros a los extremos de la urbe, sin embargo, no había medicinas, alimento ni provisiones. Finalmente, ese mismo día, el gobierno federal declaró la ley marcial para impedir saqueos y ordenó quemar todo cadáver que se encontrara para evitar una epidemia de cólera (en la época se creía en la teoría miasmática). En el pánico, los vecinos se acusaron entre sí haber traído la ira de los cielos y muchos, al no encontrar sacerdotes, confesaron públicamente sus crímenes en la calle, incluyendo robos y asesinatos. En los dos días siguientes más de 2000 personas que vivían en concubinato se casaron, muchos niños ilegítimos porque sus madres eran prostitutas fueron reconocidos por sus padres y personas abandonadas por sus familias a causa de su pobreza fueron acogidos por sus parientes. Muchos empezaron a buscar a sus parientes desaparecidos o huyeron a los campos y montañas.
El mayor general John Studholme Hodgson, gobernador de Curazao, afirmaba que el fuerte y los almacenes de La Guaira fueron destruidos y cuando intento anclar en el puerto, le pidieron no hacer ningún saludo con su artillería para evitar aumentar la histeria. Luego, las autoridades republicanas le pidieron que ayudara con su tripulación a recoger y quemar cuerpos, pero él se negó. También señala que en la villa había muchas partidas de soldados y esclavos negros vagando sin ayudar, pero las autoridades no tenían fuerza para obligarlos a trabajar.
El comandante José Mires, en San Felipe, afirmaba que las casas volaron hasta sus cimientos, que de la tierra salía fuego y se derrumbaron varios cerros. En tanto, no hubo muchos daños en Puerto Cabello.

## Epicentro

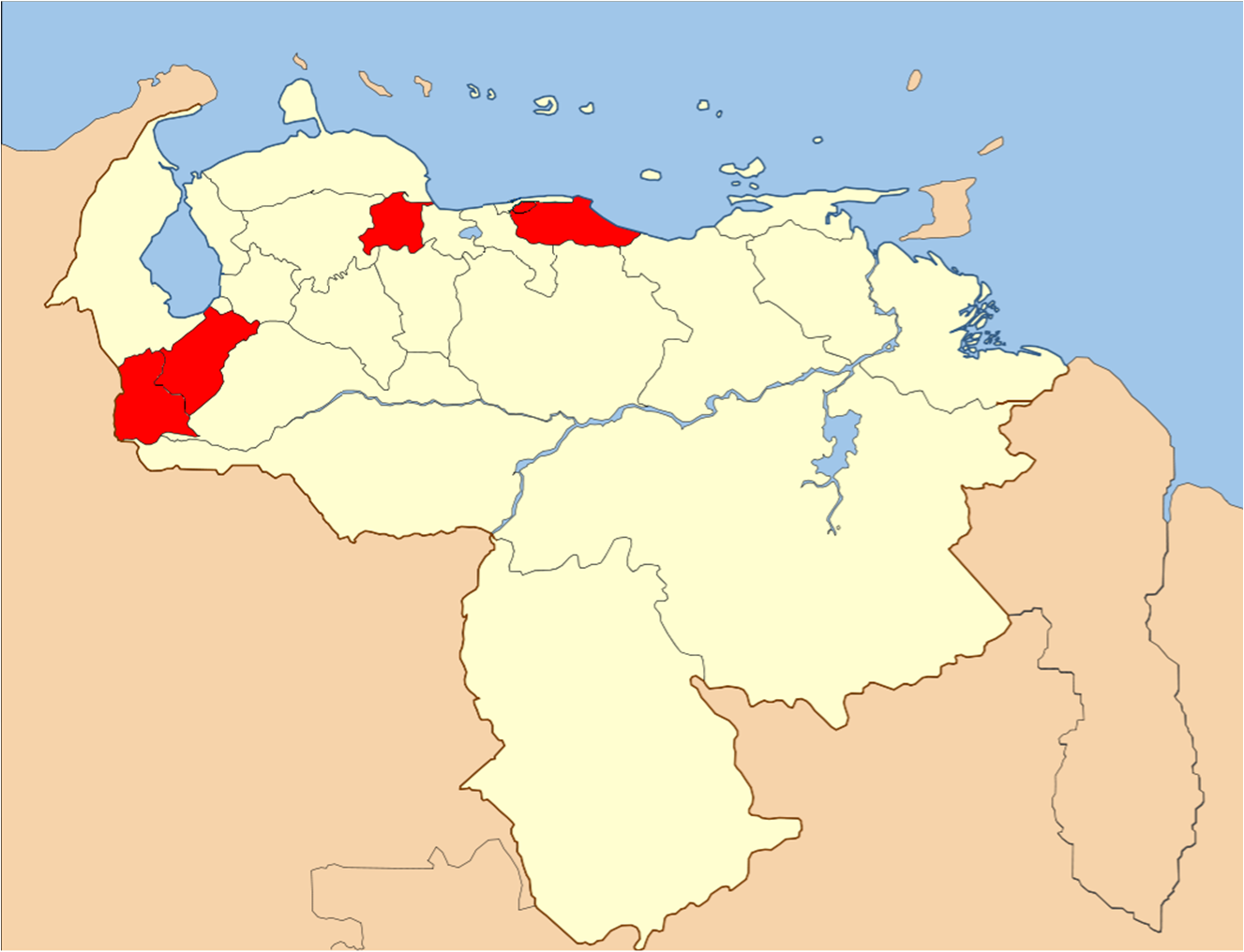
Zonas más afectadas durante el terremoto de Venezuela en 1812.

Los primeros estudios científicos del evento fueron realizados por Melchor Centeno Grau en su libro Estudios Sismológicos (1940), quien planteó que el fenómeno fue tectónico y tuvo un carácter multifocal. Basado en los registros de los daños, creía que un epicentro estaba en el mar Caribe, entre el archipiélago de Los Roques y la costa de La Guaira, y fue el que causó los daños en la capital y su puerto; otro entre San Felipe, Barquisimeto y El Tocuyo; y un tercero al sur del lago de Maracaibo, en la cordillera de los Andes, causante de la destrucción de Mérida. Günther Fiedler en su obra Áreas afectadas por terremotos en Venezuela de 1961, continúa la tesis de los tres focos y basándose en esta crea mapas que indican la intensidad de los temblores según la escala de Mercalli (aunque no explica cómo hizo los cálculos): la costa central al norte de Caracas tuvo una intensidad de IX a X y una magnitud de 6,3 en la escala de Richter; entre San Felipe y Barquisimeto una intensidad de X y una magnitud de 6,2; y, finalmente, al suroeste de Mérida, una intensidad de X y una magnitud de 7. J. Grases en su reporte Investigaciones sobre sismos destructores que han afectado el centro y occidente de Venezuela (1980) recoge el estudio anterior, pero rebaja la intensidad en un grado en cada ubicación.
L. S. Cluff y W. R. Hansen en su Seismicity and Seismic Geology of Northwestern Venezuela (1969) proponen otra teoría: sólo hubo un epicentro, cerca de Mérida, en el mismo lugar que Fiedler propuso su epicentro andino. Le asignan una intensidad de XI y fue el mayor terremoto de la historia venezolana, con una magnitud de 8. La ruptura superficial abarcó 350 km entre Mérida y San Felipe, aunque pudo llegar a Caracas, siguiendo la falla de Boconó, lo que pudo provocar un movimiento submarino que llevó a la destrucción de la capital.
Rogelio Altez en el artículo Cronometrización extemporánea. Los Sismos del 26 de Marzo de 1812 en Caracas y Mérida (1998) propone que hubo dos terremotos: uno en Caracas a las 16:00 horas y otro en Mérida a las 17:00. Para esto se basa en los testimonios de la época, donde se afirma que las misas se estaban acabando en Mérida cuando ocurrió el evento y el obispo se retiraba caminando a su palacio desde la cercana catedral de San Francisco. Por entonces, las mismas eran a las 17:00 y los clérigos calculaban la hora basándose en la posición del sol. Al ser Jueves Santo sólo se podía celebrar una misa y esta no podía ser hasta después de las 16:00, y los registros indican que en Caracas las misas recién comenzaban para cuando ocurrió el temblor. Esto también coincide con el hecho que en los Andes sólo Mérida fue dañada. Además, explica que muchos de los daños causados en San Felipe fueron fruto del desborde del río Yurubí, sucedido días más tarde, que Barquisimeto sufrió daños, pero no fue destruida, porque a la jornada siguiente fue saqueada por Monteverde, y que los pueblos entre Barquisimeto y Mérida no reportaron destrucción de consideración. Por último, Laffaille y Rengifo sostienen que la destrucción de Mérida no fue tan grave como se llegó a creer, basados en testimonios de la época y los eventos sucedidos después, con una intensidad de VII a VIII. También que el epicentro debió estar al este de la villa y no debió alcanzar una magnitud de 7 grados, sino de apenas 5,4.

## Consecuencias

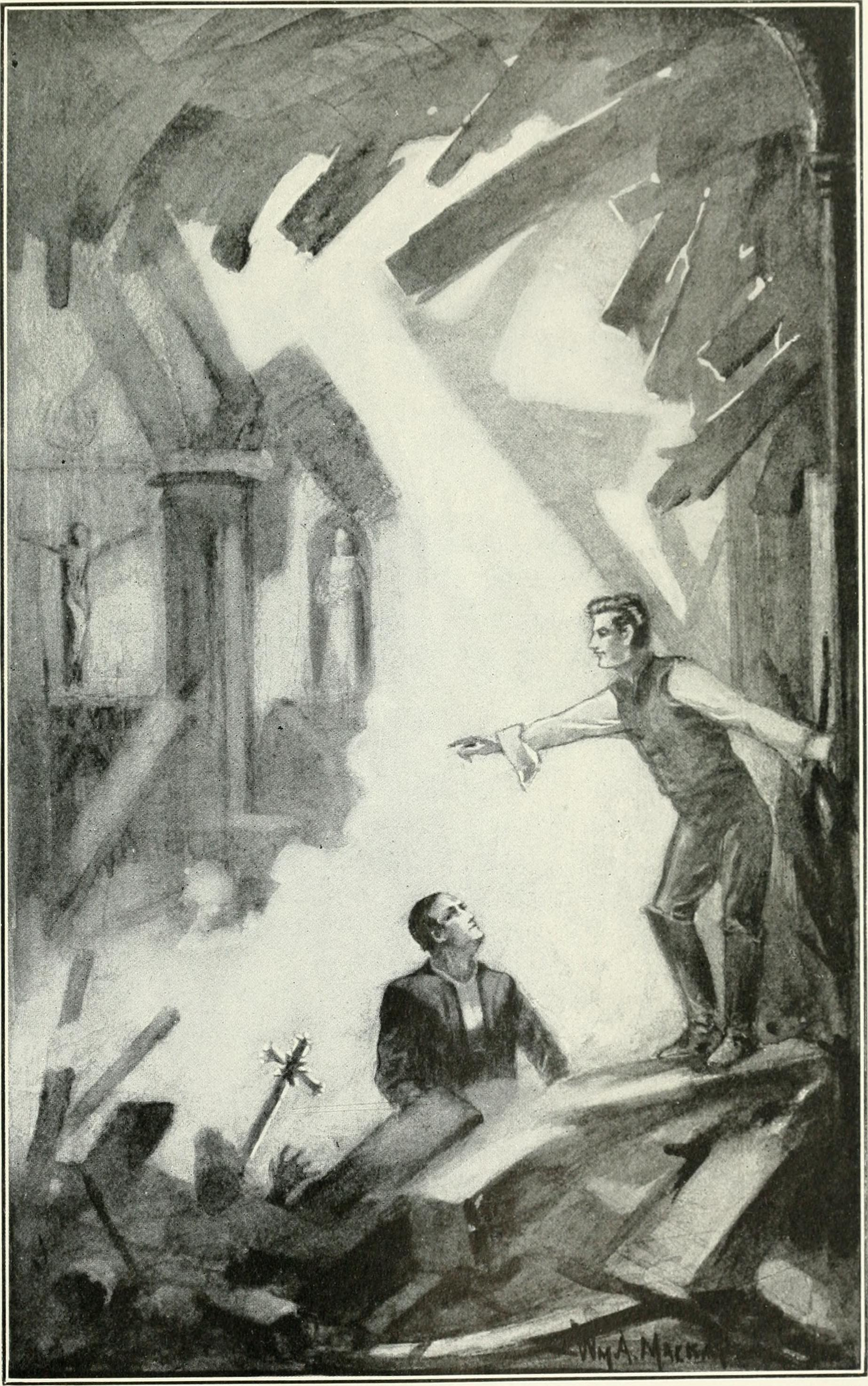
Simón Bolívar durante el terremoto.

El hecho que ocurriera un Jueves Santo y que ciudades republicanas como Caracas, La Guaira, Mérida, El Tocuyo, San Felipe, Maiquetía, Antímano, Chacao, Baruta y La Vega acaban destruidas, que Barquisimeto, La Victoria y Valencia fueron afectadas en menor medida, y en cambio, urbes monárquicas como Coro, Siquisique, La Vela, Carora, Maracaibo y Angostura salieron relativamente indemnes.Sirvió a los frailes y sacerdotes realistas para predicar que había sido un «castigo del cielo» por alzarse contra Fernando VII de España.
También señalaron que sucedía en el segundo aniversario de la deposición de Vicente Emparan, lo que convenció a muchos de ponerse en contra de los republicanos. Se dice que en esa situación, el coronel Simón Bolívar dijo: «¡Si la naturaleza se opone, lucharemos contra ella y haremos que nos obedezca!» en respuesta a los clérigos realistas.
Militarmente, el terremoto cambió completamente la dinámica de la guerra en Venezuela, lo que había sido un conflicto de baja intensidad (excepto la breve campaña de Valencia) escaló por aquel hecho tan brutal como inesperado. Con muchas unidades ya destruidas, otras empezaron a cambiar de bando y muchos pueblos se rindieron sin resistencia al capitán Domingo de Monteverde en su campaña de reconquista: «y sus pueblos adyacentes quele llamaban á que entrasé á ocuparlos y restablecer en ellos la obediencia que siempre habían conservado en sus corazones al señor D. Fernando Séptimo [sic]». La más alta jerarquía católica, como el arzobispo Narciso Coll y Prat, insistiría en el castigo divino cuando las tropas españolas retomaran la ciudad de Caracas el 29 de julio. Desde un primer momento, Monteverde se dio cuenta de que el desastre jugaba a su favor: «y a esto se agrega el asombro que ha causado á todos los vecinos las grandes desgracias que el terremoto del 26 ha causado en los pueblos que se manifiestan en la adjunta relacion. No dudo que la conquista de Venezuela sea hecha por el egército Coriano» [sic]. El capitán monárquico pudo continuar su ofensiva y reclutar constantemente a locales mientras los ánimos entre los republicanos decaían. En palabras de Hodgson: 

En resumen, este es un golpe mortal para Miranda y sus secuaces, si los partidarios de Fernando VII no pierden tiempo en aprovecharse de la impresión producida en el ánimo del populacho por este calamitoso suceso, ocurrido el jueves santo, solemne día de fiesta, mientras todos estaban en la iglesia, lo cual le dio tales proporciones que en realidad fue horrible, e inspiró la creencia general de que se trata de un juicio del Todopoderoso que reprueba la deslealtad al soberano.

Por la celebración religiosa, ese día muchas unidades estaban formadas en trajes de gala a las entradas de los templos o en sus cuarteles, en Barquisimeto gran parte de la unidad que iba a enfrentar a Monteverde acabó sepultada y el coronel Diego Jalón fue herido. El batallón Caracas, una unidad de línea, murió asfixiado o aplastado al derrumbarse su cuartel. Por aquel entonces, las arcas republicanas estaban agotadas. De los dos o tres millones de pesos que encontraron los revolucionarios de 1810 en Caracas, y otros trescientos mil en la tesorería de La Guaira, no quedaba casi nada, mucho se había perdido al preparar la campaña de Coro o al contratar nuevos funcionarios. No podían reconstruir las ciudades ni su ejército. Al no poder sostener el esfuerzo bélico, en agosto las autoridades republicanas autorizaron la emisión descontrolada de papel moneda, llevando a una espiral inflacionaria que arruinó la economía.

## Víctimas
El historiador Francisco Javier Yanes dijo que el total de muertos fue de quince millares. Sin embargo, las fuentes no se ponen de acuerdo. Los viajeros franceses H. Poudenx y F. M. Mayer escriben sobre la Caracas de los años 1811 a 1814, Mémoire pour servir à l'Histoire de la Révolution de la Capitainerie Générale de Caracas depuis l'abdication de Charles IV , jusqu'au mois d'Août 1814 (1815), estimando el número de fallecidos en veinte mil en todo el país, destacando la capital con ocho mil y La Guaira con dos mil quinientas. El capitán Thomas Forrest de la fragata inglesa HMS Cyane, indica que toda la mitad de Caracas se derrumbó, matando diez mil personas, y La Guaira y todos los pueblos costeros hasta Puerto Cabello acabaron en el suelo; en total quince a veinte millares. Después se dirá que en La Guaira desaparecieron 4000 personas. El francés Jean-Baptiste Boussingault, quien visitó Venezuela una década después, dice que fallecieron 12 000 personas sólo en la capital. El político Antonio Muñoz Tébar afirmaba que en Caracas casi todos los templos se redujeron a escombros, dos tercios de las casas también y de las que seguían en pie todas estaban agrietadas, y que se perdieron 6000 a 7000 vidas. También que en La Guaira de las ochenta casas que habían solo quedaron dos en pie y murieron 4000 personas, en San Felipe más de la mitad de sus 7500 pobladores encontraron su fin y en Mérida fallecieron muchos vecinos. Hodgson estima el total de muertos en quince a veinte mil en la capital y su puerto.
En Mérida inicialmente se creyó que padecieron 1500 personas, incluyendo su cuarto obispo, Santiago Hernández Milanés, pero muchas bajas de la guerra se confundieron con las del terremoto, incluso hubo rumores de hasta 5000 muertos, más que la población total de la ciudad en esa época; estimaciones modernas reducen el número a 800 víctimas. Los más alcistas hablan de 26 000 muertos distribuidos por Caracas (10 000), La Guaira (3000), Mérida (5000), Barquisimeto (4000-5000) y San Felipe (3000). Muchos de los cadáveres estaban tan putrefactos al momento de ser rescatados de entre las ruinas que debieron quemarse en montones.